# Théorie de Kummer
Pour les articles homonymes, voir Kummer.
 (mai 2025).
En mathématiques, la théorie de Kummer, ainsi désignée suivant le nom du mathématicien allemand du XIXe siècle Ernst Kummer, à la suite de ses travaux sur le dernier théorème de Fermat, donne une description de certaines extensions d'un corps contenant suffisamment de racines de l'unité.

## Extension de Kummer
Soit un corps commutatif K contenant les racines n-èmes de l'unité, pour n un nombre entier premier à la caractéristique de K si elle est non nulle. Une extension L/K est de Kummer si le corps L est K-engendré par une racine d'un polynôme Xn-a à coefficients dans K.
Par exemple, en caractéristique différente de 2, l'expression des racines des trinômes du second degré montre que toute extension quadratique est une extension de Kummer. En revanche, en caractéristique 2, il n'y a pas d'extension de Kummer de degré 2.
Si le corps K ne contient aucune racine m-ème de a, pour m>1 divisant n, l'extension de Kummer de K donnée par les racines du polynôme Xn-a est une extension galoisienne, de groupe de Galois cyclique d'ordre n, dont un générateur {\displaystyle \sigma } est défini par son action sur une racine n-ème de a :
{\displaystyle \sigma {\sqrt[{n}]{a}}=\zeta _{n}{\sqrt[{n}]{a}},}
où {\displaystyle \zeta _{n}} désigne une racine primitive n-ème de l'unité. Sans hypothèse sur les racines de a dans K, l'extension est cyclique d'ordre divisant n.
Plus généralement, on parle d'extension de Kummer pour un compositum d'un nombre fini d'extensions de Kummer élémentaires telles que décrites ci-dessus, c'est-à-dire obtenues en adjoignant les racines n-èmes d'un nombre fini d'éléments ai du corps K. Une telle extension est à nouveau galoisienne, et son groupe de Galois est produit direct de groupes cycliques d'ordre divisant n, elle est donc abélienne, et son groupe de Galois a un exposant qui divise n.

## Théorie de Kummer
La théorie de Kummer traite les réciproques, c'est-à-dire la question : dans quelle mesure les extensions abéliennes d'un corps peuvent-elles être décrites à l'aide de racines n-èmes d'éléments de ce corps ?
Une réponse est donnée par l'énoncé : si K est un corps contenant les racines n-èmes de l'unité, pour n un entier que ne divise pas la caractéristique de K, et si L est une extension abélienne finie de K, dont le groupe de Galois est d'exposant divisant n, alors il existe des éléments a1,...,ar de K tels que {\displaystyle L=K({\sqrt[{n}]{a_{1}}},\dots ,{\sqrt[{n}]{a_{r}}})}. Les éléments a1, ..., ar engendrent un sous-groupe abélien {\displaystyle \Delta }, d'exposant divisant n, du groupe quotient K*/(K*)n. Il y a donc une correspondance entre de tels sous-groupes {\displaystyle \Delta } et les extensions abéliennes de K de groupe de Galois G d'exposant divisant n, et il existe un isomorphisme :
{\displaystyle {\begin{pmatrix}\Delta &\to &Hom(G,\mu _{n})\\a_{i}&\mapsto &(\sigma \mapsto {\frac {\sigma (a_{i})}{a_{i}}})\end{pmatrix}}}
En notant ni le plus grand entier divisant n tel que la racine ni-ème de a soit dans K, il existe donc une famille d'éléments {\displaystyle \sigma _{i}} du groupe G qui laissent fixes les aj pour j différent de i, et agissent sur ai par multiplication par {\displaystyle \zeta _{n}^{n_{i}}}.

## Référence
(en) Jürgen Neukirch, Algebraic Number Theory [détail des éditions]